# Cisticola lais
Cisticola lais là một loài chim trong họ Cisticolidae.